# Arthur Boka
Étienne Arthur Boka (Abidjan, 2 april 1983) is een Ivoriaans betaald voetballer die bij voorkeur als linksback speelt. In maart 2004 debuteerde hij in het Ivoriaans voetbalelftal, waarvoor hij daarna meer dan vijftig interlands speelde.

## Clubcarrière
Boka begon met voetballen bij ASEC Mimosas, maar verhuisde op zestienjarige leeftijd naar Stade Tunisien. In de tijd dat Jean-Marc Guillou het voor het zeggen had bij KSK Beveren, werd hij net als verschillende andere getalenteerde landsgenoten in die tijd naar België gehaald. Hij speelde twee seizoenen met de club in de Eerste klasse en vertrok toen naar RC Strasbourg. Daar werd Boka in 2006 weggehaald door VfB Stuttgart, waarmee hij in zijn eerste seizoen Duits landskampioen werd. Hij tekende in juli 2014 een tweejarig contract bij Málaga CF, dat hem overnam van VfB Stuttgart.

## Cluboverzicht
| seizoen    | club           | competitie       | wed. | goals |
| ---------- | -------------- | ---------------- | ---- | ----- |
| 1999-'2002 | Stade Tunisien | Nationale A      | ?    | ?     |
| 2002-'03   | KSK Beveren    | Eerste klasse    | 32   | 4     |
| 2003-'04   | KSK Beveren    | Eerste klasse    | 29   | 1     |
| 2004-'05   | RC Strasbourg  | Ligue 1          | 34   | 0     |
| 2005-'06   | RC Strasbourg  | Ligue 1          | 27   | 0     |
| 2006-'07   | VfB Stuttgart  | Bundesliga       | 19   | 1     |
| 2007-'08   | VfB Stuttgart  | Bundesliga       | 17   | 0     |
| 2008-'09   | VfB Stuttgart  | Bundesliga       | 19   | 0     |
| 2009-'10   | VfB Stuttgart  | Bundesliga       | 14   | 0     |
| 2010-'11   | VfB Stuttgart  | Bundesliga       | 23   | 2     |
| 2011-'12   | VfB Stuttgart  | Bundesliga       | 13   | 0     |
| 2012-'13   | VfB Stuttgart  | Bundesliga       | 25   | 1     |
| 2013-'14   | VfB Stuttgart  | Bundesliga       | 25   | 1     |
| 2014-'15   | Málaga CF      | Primera División | 23   | 0     |
| 2015-'16   | Málaga CF      | Primera División | 14   | 0     |
| 2016-'17   | FC Sion        | Super League     | 3    | 0     |

## Interlandcarrière
Op 31 maart 2004 debuteerde Boka tegen Tunesië in het nationale team van Ivoorkust. Hij behoorde hiertoe ook op onder meer het WK 2006 en het WK 2010. In vier van de zes wedstrijden die Ivoorkust op beide toernooien samen speelde, stond hij in de basis. Hij speelde ook in het nationale team dat de finale van de African Cup of Nations 2006 na strafschoppen verloor van Egypte.
| WK-statistieken           | Club          | Positie    | W |   |   | D | A |   |   |   |
| ------------------------- | ------------- | ---------- | - | - | - | - | - | - | - | - |
| WK voetbal 2006 Ivoorkust | VfB Stuttgart | Verdediger | 3 | 0 | 0 | 0 | 0 | 1 | 0 | 0 |
| WK voetbal 2010 Ivoorkust | VfB Stuttgart | Verdediger | 1 | 0 | 0 | 0 | 0 | 0 | 0 | 0 |

## Erelijst
| Competitie          |            |            |            |            |
| Competitie          | Aantal     | Jaren      |            |            |
| Strasbourg          | Strasbourg | Strasbourg | Strasbourg | Strasbourg |
| ------------------- | ---------- | ---------- | ---------- | ---------- |
| Coupe de la Ligue   | 1x         | 2004/05    |            |            |
| VfB Stuttgart       |            |            |            |            |
| Kampioen Bundesliga | 1x         | 2006/07    |            |            |